# Sethiya
Sethiya è una suddivisione dell'India, classificata come census town, di 4.559 abitanti, situata nel distretto di Chhindwara, nello stato federato del Madhya Pradesh. In base al numero di abitanti la città rientra nella classe VI (meno di 5.000 persone).

## Geografia fisica
La città è situata a 22° 12' 58 N e 78° 50' 59 E.

## Società

### Evoluzione demografica
Al censimento del 2001 la popolazione di Sethiya assommava a 4.559 persone, delle quali 2.461 maschi e 2.098 femmine. I bambini di età inferiore o uguale ai sei anni assommavano a 650, dei quali 334 maschi e 316 femmine. Infine, coloro che erano in grado di saper almeno leggere e scrivere erano 2.769, dei quali 1.711 maschi e 1.058 femmine.